# Мыши (фильм)
«Мыши» (англ. Mice) — будущий американский психологический триллер, режиссёра Джастина Курзеля по сценарию Шона Гранта. Экранизация романа Гордона Риса. Главную роль в фильме исполнит Николь Кидман.

## Сюжет
Шелли вместе с матерью подвергают себя испытаниям, борясь со своими моральными принципами и преодолевая размытые границы добра и зла в условиях издевательств, насилия и страха.

## В ролях
- Николь Кидман[3]

## Производство
О начале работы над фильмом стало известно в марте 2021 года. Продюсерами фильма стали Николь Кидман и Пер Саари из компании Blossom Films вместе с Бруной Папандреа из Made Up Stories для производства художественного фильма по сценарию, написанному Харриет Уорнер по дебютному роману Гордона Риса «Мыши». В январе 2024 года стало известно, что Джастин Курзель станет режиссёром и продюсером экранизации через свою производственную компанию Thirdborn, а сценарий напишет Шон Грант.